# Johann Wilhelm Baumann (Unternehmer)
Johann Wilhelm Baumann (* 1671 in Tannenbergsthal; † 1726 ebenda) war ein deutscher Unternehmer, der das Hammerwerk Tannenbergsthal und das Hammerwerk Friedrichsthal besaß und zur Blüte führte.

## Leben
Er war der Sohn des Hammerherrn Georg Baumann. Seine Vorfahren stammten aus einfachen Verhältnissen in der sächsischen Bergstadt Eibenstock im Erzgebirge.
Verheiratet war er mit Dorothea Catharina Baumann. Seine Witwe und die gemeinsamen Kinder waren nicht in der Lage, das Hammerwerk Tannenbergsthal weiterzuführen, so dass es seit 1746 stillstand und 1749 verkauft werden musste.